# Гюнтер Ферхойген
Гюнтер Ферхойген (на немски: Günter Verheugen) е заместник-председател на Комисия Барозу с ресор предприемачество и индустрия.
Известен в България като комисар на Европейската комисия, който преди присъединяването на страната към ЕС свеждаше нейните решения и изисквания за това, какво е необходимо да направи България, за да бъде приета в Европейския съюз.
В средата на 2007 името на Ферхойген нашумява в България във връзка с получената официална справка, че Европейската комисия няма решение с искане за затваряне на 3-ти и 4-то блок на АЕЦ Козлодуй.